# 泰榮院
泰榮院（?~1619年），德川家康側室，本名於仙，武田氏的浪人、宮崎泰景的女兒。起初是嫁給佐佐木新八郎，不過後來不知是離婚還是丈夫死了，恢復單身。
天正16年（1588年），父親泰景成為家康的家臣，到城裡做仕女，被家康召見，成為側室。
元和5年（1619年）在駿府去世。墓在遠江藤枝的淨念寺，後來改葬信濃駒場的淨久寺。法名是泰榮院。